# Dalneje (Kaliningrad, Polessk)
Dalneje (russisch Дальнее, deutsch Bittkallen, 1938 bis 1945 Bitterfelde, litauisch Bitkalniai) ist ein Ort in der russischen Oblast Kaliningrad. Er gehört zur kommunalen Selbstverwaltungseinheit Stadtkreis Polessk im Rajon Polessk. Zu Dalneje gehört auch das ehemalige Paschwentschen, 1938 bis 1945 Wittenrode.

## Geographische Lage
Dalneje liegt 28 Kilometer südöstlich der Kreisstadt Polessk (Labiau) an der Föderalstraße A 216 (ehemalige deutsche Reichsstraße 138, heute auch Europastraße 77). Die örtlichen Straßenschilder weisen den Ort als „Dalneje 2“ aus, da fünf Kilometer weiter südlich an derselben Straße ein weiterer Ort namens Dalneje (bis 1947 (Groß) Schirrau, Kreis Wehlau) liegt, der zum Rajon Gwardeisk gehört. Eine Bahnanbindung besteht nicht.

## Geschichte

### Bittkallen (Bitterfelde)
Der ehemals Bittkallen genannte Teil des heutigen Dalneje war vor 1945 ein sehr verstreutes Dorf mit einer überörtlich bedeutenden Windmühle. Zwischen 1874 und 1945 war der Ort in den Amtsbezirk Klein Baum (der Ort existiert heute nicht mehr) eingegliedert, der zum Kreis Labiau im Regierungsbezirk Königsberg der preußischen Provinz Ostpreußen gehörte. Bittkallen hatte im Jahre 1910 358 Einwohner. Ihre Zahl sank bis 1933 auf 342 und belief sich – das Dorf war am 3. Juni 1938 in „Bitterfelde“ umbenannt worden – im Jahre 1939 auf noch 299.

### Paschwentschen (Wittenrode)
Der südöstlich und näher an der Hauptstraße gelegene Ort mit dem einstigen Namen Paschwentschen wurde ebenso wie Bittkallen in den Amtsbezirk Klein Baum im Kreis Labiau im Regierungsbezirk Königsberg der preußischen Provinz Ostpreußen eingegliedert, zu dem er auch bis 1945 gehörte. Zur Landgemeinde Paschwentschen gehörte auch der Wohnplatz Goldbaum. Im Jahre 1910 zählte Paschwentschen 193 Einwohner, im Jahre 1933 waren es noch 153 und 1939 nur noch 129. Am 3. Juni 1938 wurde auch Paschwentschen aus ideologischen Gründen der Ausrottung fremdländisch klingender Ortsname umbenannt und hieß seither „Wittenrode“. 

### Dalneje
Im Jahr 1945 kamen die beiden Orte Bitterfelde und Wittenrode mit dem nördlichen Ostpreußen zur Sowjetunion. Im Jahr 1947 wurde Bitterfelde als Bittkallen in Dalneje umbenannt und gleichzeitig dem Dorfsowjet Salessowski selski Sowet im Rajon Bolschakowo zugeordnet. Seit 1965 gehört der Ort zum Rajon Polessk. Von 2008 bis 2016 gehörte Dalneje zur Landgemeinde Salessowskoje selskoje posselenije und seither zum Stadtkreis Polessk.

## Kirche
In Einwohner von Bittkallen resp. Bitterfelde und Paschwentschen resp. Wittenrode waren vor 1945 überwiegend evangelischer Konfession und somit in das Kirchspiel der Kirche Popelken (1938 bis 1946: Markthausen, heute russisch: Wyssokoje) eingepfarrt. Sie war Teil des Kirchenkreises Labiau in der Kirchenprovinz Ostpreußen der Kirche der Altpreußischen Union. Heute liegt Dalneje im Einzugsbereich der in den 1990er Jahren neu entstandenen evangelisch-lutherischen Gemeinde in Bolschakowo (Groß Skaisgirren, 1938 bis 1946 Kreuzingen). Sie ist eine Filialgemeinde in der Kirchenregion der Salzburger Kirche in Gussew (Gumbinnen), die zur Propstei Kaliningrad der Evangelisch-lutherischen Kirche Europäisches Russland gehört.